# Hemilea clarilimbata
Hemilea clarilimbata är en tvåvingeart som först beskrevs av Chen 1948.  Hemilea clarilimbata ingår i släktet Hemilea och familjen borrflugor. Inga underarter finns listade i Catalogue of Life.